# Jack Majgaard Jensen
Jack Majgaard Jensen, född den 25 mars 1973, är en dansk fotbollstränare som är tränare för Vålerenga Damer.
Jensen blev tränare för Lunds BK efter säsongen 2005. Efter några år i Lunds BK lämnade han klubben sommaren 2009 för danska division 1-klubben Lyngby BK. Därefter tränade han FC Rosengårds damlag, där han blev svensk mästare 2015, följt av Landskrona BoIS och återigen Lunds BK.
Inför 2020 års säsong utsågs han till tränare för Kristianstad FC. Jensen hann dock endast vara i klubben i några dagar innan Vålerenga Damer aktiverade en utköpsklausul i hans kontrakt som gav dem chansen att köpa ut honom.

## Klubbar
- Malmö FF (juniortränare)
- Lunds BK (2006–2009)
- Lyngby BK (2009–2015)
- FC Rosengård (2015–2017)
- Landskrona BoIS (2018)
- Lunds BK (2019)
- Vålerenga Damer (2020–)